# Geographische Revue
Die  geographische revue – Zeitschrift für Literatur und Diskussion ist eine Rezensionszeitschrift für das geographische Schrifttum. Sie wird herausgegeben von dem eingetragenen Verein gleichen Namens.
Die Zeitschrift wurde 1999 gegründet. Rezensiert werden Neuerscheinungen aus Wissenschaft und Praxis in der Humangeographie sowie in Nachbarfächern wie z. B. der Soziologie und anderen Sozialwissenschaften, der Raumordnung und Landesplanung. Neben den Rezensionen werden auch Kurzbesprechungen, Annotationen, Titelhinweise veröffentlicht.
Als ihre Hauptaufgabe versteht die geographische revue, die methodologische und theoretische Reflexion in der Geographie unabhängig von Verwertungsinteressen voranzubringen und zur Verbesserung der Streit- und Diskussionskultur innerhalb des Faches beizutragen. In Essays und Berichten über den Stand der Wissenschaft werden auch unorthodoxe und kontroverse Positionen zu Entwicklungen in Wissenschaftsbereichen dokumentiert. Rezensionen und Diskussionsbeiträge untersuchen Publikationen im Hinblick auf ihren Beitrag zur Wissenschaftsentwicklung, leisten Kritik und sollen neue Perspektiven aufzeigen.
Da sich die geographische revue als Diskussionsforum begreift, wird der wissenschaftlichen Auseinandersetzung und der streitbaren wissenschaftlichen Diskussion ein besonderer Raum zur Verfügung gestellt. Neben der zweimal im Jahr in Druckform erscheinenden Ausgabe stellt die geographische revue zu diesem Zweck auch die Internetplattform raumnachrichten.de zur Verfügung. Den inhaltlichen Mittelpunkt dieses Internet-Forums bildet die sozialwissenschaftlich orientierte Raumforschung.